# Lovek
Lovek, Lovêk, Lavek ou Longvek (លង្វែក; "carrefour, croisement" en khmer) était une ville de l’ancien royaume du Cambodge (royaume de Kambuja), capitale du pays après le sac d’Angkor par le roi d'Ayutthaya, Borommoratcha II en 1431. 
Lovek fut choisi comme nouvelle capitale par Borommoratcha III après le sac d’Angkor du fait de son terrain plus facile à défendre. De ce fait, il fut un temps où le Cambodge fut souvent appelé « Lovek » par les voyageurs étrangers.

## Histoire
Au cours du XIVe et du XVe siècle, l'empire khmer connut une éclipse. 
Après la destruction presque totale d’Angkor, Lovek fut choisie comme nouvelle capitale de l’État désormais amoindri, le royaume du Cambodge. Lovek était situé à mi-chemin entre Phnom Penh et l’extrémité sud du Tonlé Sap et fut choisi par le roi Ang Chan Ier (1516–1566) comme capitale officielle. Ang Chan fit construire son palais à Lovek en 1553.
Lovek devint la capitale du pays au XVIe siècle après la guerre civile entre Sdech Kan et Ponhea Chan. Après la victoire de Ponhea Chan, il devint[Qui ?] le nouveau roi du Cambodge.
Des aventuriers et des missionnaires espagnols et portugais comme Blas Ruiz de Hernán González de Ciudad Real furent les premiers à visiter le royaume pendant cette période. Blas se lia d’amitié avec le roi Satha Ier de Lovek, qui était bien disposé envers les étrangers et, lors de son séjour dans le royaume, fit la connaissance de l’aventurier  portugais Diogo Veloso d’Amarante. Les Ibériques appelaient l’actuelle Phnom Penh "Churdumuco" (du sanskrit caturmukha : "quatre faces", "quatre bras fluviaux") et donnaient à Srey Santhor le nom de "Sistor". Peu après, Lovek fut envahie par le roi siamois d’Ayutthaya. Le roi Naresuan a conduit son armée à attaquer les villes voisines pour la deuxième fois, capturant Phraya Luang. Ensuite, ils ont accompli un rituel pour le tuer et lui laver les pieds avec du sang.
Le roi Naresuan du Siam conquit Lovek en 1593. Cette conquête marqua un tournant dans la fortune du royaume. Dans la période qui suivit, le Cambodge devint un pion dans la lutte de pouvoir entre ses deux voisins de plus en plus puissants, le Siam et le Vietnam.
En 1618, la capitale du Cambodge fut déplacée une fois de plus et transférée à Oudong.